# Щербаков, Юрий Александрович
Юрий Александрович Щербаков (1947—2012) — советский военный моряк-подводник и гидронавт, командир атомной глубоководной станции АС-35 29-й отдельной бригады подводных лодок, Герой Российской Федерации (27.01.1997). Капитан 1-го ранга (28.04.1986).

## Биография
Родился 21 февраля 1947 года в Минске.
Служил в Военно-Морском Флоте с июля 1966 года. В июне 1971 года окончил минно-торпедный факультет Высшего военно-морского училища подводного плавания имени Ленинского комсомола (в 1998 году реорганизовано как часть Санкт-Петербургского военно-морского института), в июле 1978 года — Высшие специальные офицерские классы ВМФ.
Службу проходил на Северном флоте: начал с должности командир минно-торпедной боевой части (БЧ-3) атомной подводной лодки К-159 (август 1971 — декабрь 1975); помощник командира атомной подводной лодки К-11 (декабрь 1975 — ноябрь 1977). С 1969 года состоял членом КПСС.
С августа 1978 года продолжил службу в войсковой части № 45707 Министерства обороны СССР, затем Министерства обороны РФ. Командир атомной глубоководной станции АС-35.
28 апреля 1986 года Юрий Александрович получил звание капитан 1-го ранга. В январе 1993 года за «самоотверженные действия, совершённые при исполнении воинского долга в экстремальных условиях, сопряжённых с риском для жизни» был награждён орденом «За личное мужество».
26 ноября 1995 года АС-35 вошла в состав флота (29-я отдельная бригада подводных лодок), а в 1996 году проведены глубоководные испытания.
Указом Президента Российской Федерации от 27 января 1997 года за мужество и героизм, проявленные при испытании новой техники, капитану 1-го ранга Щербакову Юрию Александровичу было присвоено звание Героя Российской Федерации.
С марта 2000 года в запасе. В июле 2000 года стал вице-президентом ООО «Холдинговая компания „ПАРНАС“». Активно участвовал и руководил реализацией сельскохозяйственных проектов в Ленинградской области, таких как восстановление агропромышленного предприятия ОАО «Рассвет», и модернизация и развитие ОАО «Лужский мясокомбинат». На момент вступления «Холдинговая компания „ПАРНАС“» в реализацию проекта численность поголовья крупного рогатого скота составляла менее 1000 голов. За 5 лет его численность увеличилась в десять раз. В последние годы жизни также руководил проектом по дальнейшему развитию ОАО «Рассвет».
Жил и работал в Санкт-Петербурге. Был членом Санкт-Петербургского клуба подводников.
Скончался 17 мая 2012 года. Похоронен на Серафимовском кладбище в Санкт-Петербурге.

## Награды
- Герой Российской Федерации (27 января 1997, медаль № 379)
- Орден «За личное мужество» (январь 1993)
- медали, в том числе:
  - медаль «За труды по сельскому хозяйству» (21 февраля 2007)